# Douglas Dick
Douglas Dick, né le 20 novembre 1920 à Charleston en Virginie-Occidentale et mort le 19 décembre 2015 à Los Angeles, est un acteur et scénariste américain.

## Biographie
Douglas Dick commence sa carrière d'acteur à l'âge de 27 ans dans de nombreux films et est révélé dans le thriller d'Alfred Hitchcock, La Corde de 1948 où il joue le rôle de Kenneth Lawrence aux côtés de James Stewart et John Dall. Après ce succès, l'acteur enchaîne les rôles au cinéma, de La Demeure des braves en 1949 à La Charge victorieuse en 1951 avec So This Is Love (1953) où il joue aux côtés de Katryn Grayson (Biographie de la star d'opéra Grace Moore). Il reste, en parallèle, associé à la télévision en réalisant quelques apparitions dans des séries comme Mike Hammer en 1958.
Dans les années 1960, il n'apparaît que très peu au cinéma, on le retrouve seulement dans Les Rôdeurs de la plaine en 1960 et fait une apparition dans Le Grand Sam la même année. Ce consacrant uniquement à la télévision, il devient par la suite scénariste pour des séries telles que Jinny de mes rêves en 1967 ou Ma sorcière bien-aimée en 1969. Il ne fera qu'une dernière apparition à la télévision avant la fin de sa carrière dans la saison 4 de Mannix en 1971.
Par la suite, il est devenu psychologue. Il fut marié à Peggy Chantler Dick et en deuxieme noce à Rhoda (Ronnie) Marion Noyer. Il est décédé le 19 décembre 2015 à Los Angeles, Californie, États-Unis.

## Filmographie

### En tant qu'acteur
| - - 1946 : The Searching Wind de William Dieterle - 1948 : Trafic à Saïgon de Leslie Fenton - 1948 : Casbah de John Berry - 1948 : La Corde de Alfred Hitchcock - 1949 : Les Mirages de la peur de William Dieterle - 1949 : La Demeure des braves de Mark Robson - 1951 : La Charge victorieuse de John Huston - 1951 : Fireside Theatre (en) - Saison 4 - 1952 : L'Ivresse et l'amour de George Stevens - 1952 : A Yank in Indo-China de Wallace Grissell - 1952 : Schlitz Playhouse of Stars - Saison 1 - 1952 : La Maîtresse de fer de Gordon Douglas - 1953 : So This Is Love de Gordon Douglas - 1953 : Armstrong Circle Theatre - Saison 4 - 1954 : La Sirène de Bâton Rouge (The Gambler from Natchez) de Henry Levin - 1954 : Four Star Playhouse - Saison 3 - 1954 - 1955 : Waterfront - Saisons 1 & 2 - 1955 : The Man Behind the Badge - Saison 2 - 1955 : Le Choix de... - Saison 1 - 1955 : TV Reader's Digest - Saison 2 - 1956 : Studio 57 - Saison 3 - 1957 : Official Detective - Saison 1 - 1957 : The 20th Century-Fox Hour - Saison 2 - 1957 : Footsteps in the Night de Jean Yarbrough - 1957 : Fureur sur l'Oklahoma de Francis D. Lyon - 1957 : The Millionaire (en) - Saison 3 - 1957 : Navy Log (en) - Saison 2 - 1957 : Lux Video Theatre (en) - Saison 7 - 1957 : Goodyear Theatre - Saison 1 - 1958 : Whirlybirds - Saison 2 - 1958 : The Gray Ghost - Saison 1 - 1958 : Flight - Saison 1 - 1958 : Richard Diamond - Saison 2 - 1958 : The Life and Legend of Wyatt Earp - Saison 3 - 1958 : Mike Hammer - Saison 1 - 1958 : Bronco - Saison 1 - 1958 - 1963 : 77 Sunset Strip - Saisons 1 à 6 - 1959 : This Man Dawson - Saison 1 - 1959 : Border Patrol - Saison 1 - 1959 : Markham - Saison 1 - 1959 : World of Giants - Saison 1 - 1959 : Man with a Camera - Saison 2 - 1959 : Hawaiian Eye - Saison 1 | - - 1960 : Alcoa Presents: One Step Beyond - Saison 2 - 1960 : Men into Space (en) - Saison 1 - 1960 : Rescue 8 - Saison 2 - 1960 : Remous - Saison 3 - 1960 : Le Grand Sam de Henry Hathaway - 1960 : Les Rôdeurs de la plaine de Don Siegel - 1961 : The Donna Reed Show - Saison 3 - 1961 : Adventures in Paradise - Saison 2 - 1961 : Lock Up - Saison 2 - 1961 : The Case of the Dangerous Robin - Saison 1 - 1961 : The Blue Angels - Saison 1 - 1961 : Everglades - Saison 1 - 1962 : The Dick Powell Show (en) - Saison 1 - 1963 : Les Hommes volants - Saison 2 - 1963 : Dobie Gillis - Saison 4 - 1964 : Bonanza - Saison 5 - 1964 : Adèle - Saison 4 - 1965 : Perry Mason - Saison 9 - 1966 : Dawn of Victory - 1967 : Sauve qui peut - Saison 2 - 1967 : Des agents très spéciaux - Saison 4 - 1969 : The Outsider - Saison 1 - 1971 : Mannix - Saison 4 - 1971 : The Bold Ones: The New Doctors - Saison 3 |

### En tant que scénariste
- - 1967 : Jinny de mes rêves - Saison 2
  - 1967 - 1968 : The Second Hundred Years - Saison 1
  - 1968 : Cher oncle Bill - Saison 3
  - 1969 : Ma sorcière bien-aimée - Saison 6